# Kinh doanh thông minh
Kinh doanh thông minh có thể được mô tả như là một tập hợp các kỹ thuật và các công cụ cho việc mua lại và chuyển đổi dữ liệu thô thành các thông tin có ý nghĩa và hữu ích cho phân tích kinh doanh nhằm mục đích.